# 錢弘佐
吳越成宗錢弘佐（928年8月14日—947年6月22日），字元祐，五代十国時期吳越國君主。

## 生平
錢弘佐為吴越文穆王錢元瓘第六子，存世第二子。宝正三年七月二十六日（928年8月14日），生于杭州吴越王宫功臣堂，母许新月。
錢元瓘初以五子钱弘僔为世子，并为其建世子府于杭州城东北。一日钱弘僔与钱弘佐博彩于王宫青史楼，世子称“君王方为我营府署，愿与若博之”。骰四掷，钱弘佐得六赤色，世子失色。钱弘佐从容称“五哥入府，弘佐当将符印之命”，世子变色，投骰盘于楼下而去。天福五年钱弘僔薨，追赠孝献世子（世子府改为瑶台院），而钱弘佐得封镇海、镇东节度副使、检校太傅。
後晉天福六年（941年），錢元瓘去世，錢弘佐于当年九月庚申即位于王宫倦居堂。十一月，後晉封以镇国大将军、右金吾卫上将军、员外置同正员、领镇海镇东等军节度使、检校太师、兼中书令、吳越國王，食邑一万户，实封一千户。天福七年赐保邦宣化忠正戴功臣，加食邑七千户。天福八年赐吴越国王玉册。
後晉開運二年（945年），闽国内乱，钱弘佐派軍與南唐瓜分閩國，佔領福州。
錢弘佐喜好讀書，性情溫順，很會做詩。即位後，因尚年幼，無力控制下屬的驕橫，又曾寵信諂媚之人，然而終能摘奸發伏，亦不失果斷。
後漢天福十二年（遼國會同十年）六月初二日（947年6月22日），錢弘佐去世于王宫咸宁院西堂，年仅十八岁，在位七年。后漢赠諡忠獻王。吴越上廟號成宗。因其子尚年幼，故由其弟錢弘倧繼位。

## 家庭

### 妻
1. 杜夫人（杜氏），名将杜建徽之女，谥文献。
2. 仰元妃（仰氏），湖州人。

### 子女

#### 子
1. 长子：富水侯錢昱（943－999，56岁）
2. 次子：西平侯錢郁（？－？）